# Dicranomyia lacroixi
Dicranomyia lacroixi là một loài ruồi trong họ Limoniidae. Chúng phân bố ở miền Tân bắc.